# بطاقة ممغنطة

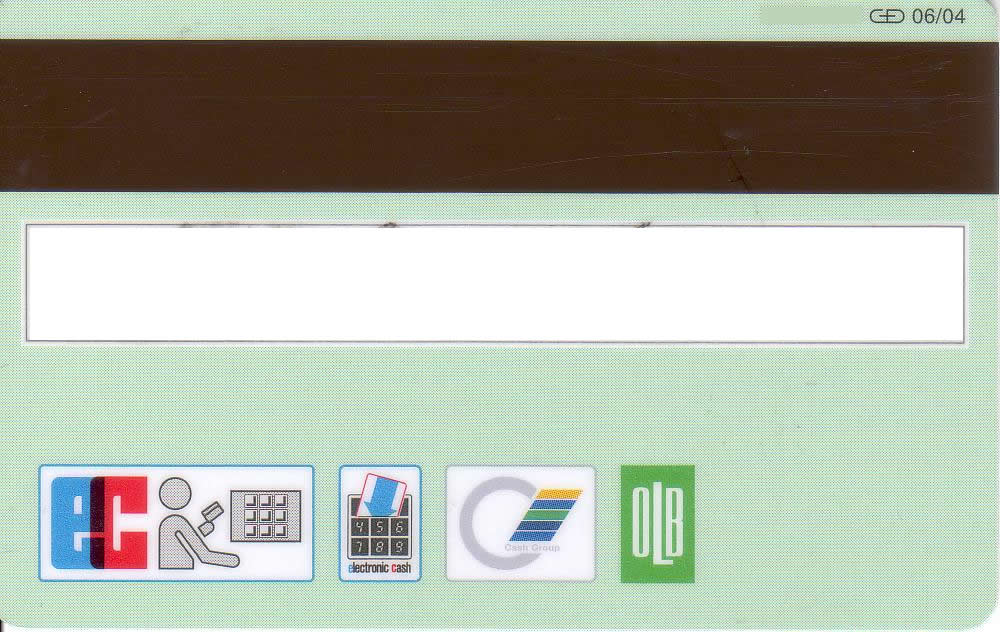

تعتبر البطاقة الممغنطه إحدى أنواع البطاقات القادرة على تخزين البيانات عن طريق تحديد مغناطيسيه الجسيمات المغناطيسية الحديديه الرقيقه الموجوده على شريط من المواد المغناطيسية على البطاقة ويتم قراءة الشريط المغناطيسي الذي يسمى أحياناً بطاقه التمرير أو magstripe عبر تمريره سريعاً بالمقدمة المغناطيسية للبطاقة كما يتم استخدام هذه البطاقات كبطاقات ائتمان وبطاقات هويه وتذاكر للتنقل ومن الممكن وجود علامه RFID و/أو جهاز مستجيب و/أو رقاقه صغيره تستخدم في الغالب للتحكم في الوصول إلى اماكن العمل أو اتمام عمليه الدفع الإلكتروني وتم اختراع التسجيل المغناطيسي على الشريط والأسلاك الفولاذيه في الدنمارك اطلاقا من عام 1900 تقريباً لتسجيل واختراع التسجيل الصوتي المغناطيسي لبيانات الحاسوب الرقميه على شريط بلاستيكي مطلي باكسيد الحديد في عام 1950 وكما استخدمت شركه أي بي ام عام 1960فكره الشريط المغناطيسي لتطوير طريقه فعاله لتأمين الاشرطه المغناطيسية للبطاقات البلاستيكية بموجب عقد مع حكومه الولايات المتحدة بشأن النظام الأمني وهناك عدد من المعايير الخاصة بالمنظمة الدوليه للتوحيد القياسي والتي تتضمن، ISO/IEC 7810, ISO/IEC 7811, ISO/IEC 7812, ISO/IEC 7813, ISO 8583, and ISO/IEC 4909, والتي تحدد الآن الخصائص الفيزيائية للبطاقة يما في ذلك الحجم والمرونة وموقع ال magstripe والخصائص المغناطيسية وتنسيقات البيانات كما انها توفر معايير للبطاقات الماليه بما في ذلك تخصيص نطاقات أرقام البطاقة لمختلف مؤسسات إصدار البطاقات
التاريخ:
عرف التخزين المغناطيسي منذ الحرب العالمية الثانية كما عرفت عمليه تخزين البيانات في الحاسوب في الخمسينات وفي عام 1969 خطوت لدى مهندس ال آي بي إم فوريست باري فكره تأمين قطعه من الشريط المغناطيسي والتي كانت وسيله التخزين السائد استخدامها في ذالك الوقت إلى قاعده بطاقه بلاستيكيه وقد اصاب المهندس الإحباط لان كل ماده لاصقه أجرى تجربته عليها اسفرت عن نتائج غير مرضيه ومرفوضه فإما ان كان الشريط مشوها أو تتأثر خصائصه بالمادة الاصقه مما يجعل الشريط غير صالح الاستخدام وبعد يوم مليئ بالتجارب المحبطه في المختبر والمحاولات العديده للوصول إلى المادة الاصقه الصحيحه عاد المهندس إلى بيته بعده قطع من الشريط المغناطيسي والعديد من البطاقات البلاستيكية، وعند عبوره باب بيته كانت زوجته دورثيا تكوي الملابس، فشرح لها سبب شعوره بالإحباط وهو عدم قدرته على جعل الشريط يلتصق بالبلاستيك بطريقه فعاله ومجديه فاقترحت زوجته استخدام المكواة لاذابه الشريط فجربها ونجح فقد كانت درجه حراره المكواة مرتفعه بما يكفي للصق الشريط بالبطاقة
أول بطاقة بلاستيكية مخططة مغناطيسيًا وبطاقات دخول للشارة:
وقد بدأ التطور الكبير للبطاقة البلاستيكية المغناطيسية المتقلبة في عام 1969 في قسم سجلات المعلومات بشركة IBM (IRD) الذي يتخذ من دايتون نيو جيرسي مقراً له في عام 1970، وقد تم نقل مؤسسة التسويق من قبل شركة IBM DPD إلى قسم سجلات المعلومات من أجل بدء استراتيجيات المبيعات والتسويق للبطاقات المشفرة والمغناطيسية التي يجري تطويرها.[5] استغرق مهندسو «آي بي إم آي آر دي» عامين تقريباً ليتمكنوا من تطوير عملية تطبيق بشكل موثوق به شريط مغناطيسي إلى بطاقات بلاستيكية عبر طريقة التثبيت الساخن، ولكن أيضا تطوير عملية ترميز الشريط المغناطيسي باستخدام IBM Delta Distance C Optical رمز شريطي format.[6][7] أدى هذا الجهد الهندسي إلى إنتاج «آي بي إم آي آر دي» أول بطاقات بلاستيكية ممغنطة مقلمة وبطاقات هوية تستخدمها البنوك وشركات التأمين والمستشفيات وغيرها. ومن النتائج الأخرى لهذا المشروع أن آي بي إم آي آر دي وآي بي إم تي معالجة البيانات أعلنت في 24 فبراير 1971 أول مركز خدمة بطاقات الائتمان المغناطيسي وآي بي إم 2730-1 صالة التحقق من صحة المعاملات.[5] آرثر إي هان جونيور[8] تم توظيفه من قبل آي بي إم آي آر دي في دايتون، نيو جيرسي في 12 أغسطس، 1969 للرؤساء على هذا الجهد الهندسي. وكان أعضاء آخرون في المجموعة هم ديفيد مورغان (مدير)، بيلي هاوس (مطور البرمجيات)، ويليام كريدن (مبرمج)، وإ. ج. جيلين (الهندسة الميكانيكية/الميكنة).[بحاجة إلى الاقتباس] تم إعطاؤها مؤخرا أعلن عن IBM 360 نموذج 30 كمبيوتر مع 50 كيلو من ذاكرة الوصول العشوائي (RAM) للتحكم في ترميز/نقش بطاقات الشريط المغناطيسي وكان جهاز الكمبيوتر IBM 360 يستخدم في التطبيقات العلمية/التجارية، لذا كان على مهندسي IRD أولاً تحويل 360 إلى «كمبيوتر تحكم في العمليات» ثم تطوير البرامج والأجهزة المحيطة به. وبسبب محدودية ذاكرة الوصول العشوائي، تم تطوير البرنامج في لغة التجميع 360 Assembler Language. وقد مكن هذا التحويل من مراقبة والتحكم في عملية الإنتاج بأكملها مهندسو IRD الذين صممها وأقامت. وقد تم تنفيذ التصميم الهندسي/البناء في منطقة مرتفعة آمنة من آي بي إم آي آر دي في دايتون، نيو جيرسي، والتي تم بناؤها خصيصا للمشروع. وهذه المنطقة المؤمنة بإحكام وذات إمكانية وصول محدودة كانت مطلوبة بسبب حساسية البيانات التي ستستخدم في نهاية المطاف لترميز بطاقات الائتمان وبطاقات الهوية.
تطورات ترميز الرمز الشريطي:
يتوجب على مهندسي iRD اولا تطوير عمليه موثوقه لطبع الشريط المغناطيسي على البطاقات البلاستيكية فكان ذلك ضروريا لتلبيه التفاوتات الوثيقيه المطلوبه لتشفير وقراءة البيانات الموجوده على بطاقات الشريط المغناطيسي بشكل فعال من خلال نقاط كتابه/قراءة المغناطيسية وتم تشفير الشريط المغناطيسي بمسار واحد من البيانات باستخدام تنسيق الرمز الشريطي البصري وتم تطوير الرمز الشريطي البصري dilta distance c من خلال قسم تطوير انظمه ibm الذي يعمل والدلتا المسافة سي البصرية شريط وضعت كود من قبل IBM Systems Development Division تعمل في Research Triangle Park في Raleigh North Carolina برئاسة جورج ج. لوري. وكان من بين أعضاء المجموعة أيضا ن. جوزيف وودلاند، وبول ماكنرو، والدكتور روبرت إيفانز، وبرنار سيلفر، وآرت هامبورجين، وسمعوا بالأميستر وبيل كروس وكانت مجموعة آي بي إم في راليه تتنافس مع آر سي إيه وليتون-زيلويجر وشركات أخرى كانت تعمل مع الجمعية الوطنية لتجار التجزئة NRMA لتطوير رمز شريطي بصري قياسي لاستخدامه في صناعة البيع بالتجزئة. أرادت NRMA الحصول على رمز قابل للقراءة من الناحية الجمالية يمكن طباعته على المنتجات التي تسمح للمشترين «بتسجيل الخروج» بسرعة في مكاتب تسجيل/تسجيل النقد الإلكتروني الجديدة الجاري تطويرها وسوف تستخدم المدونة أيضا في مراقبة إنتاج المنتجات وجردها. ومن بين العديد من الرموز الشريطية الضوئية التي قدمتها شركة IBM والشركات الأخرى إلى NRMA، قامت NRMA أخيراً باختيار الإصدار الأحدث من الرمز الشريطي لـ IBM المعروف باسم تنسيق الرمز الشريطي الضوئي Delta Distancs وكان رمز المسافة C الخاص بـ Delta إصدارًا سابقًا من رمز المنتج العالمي (UPC). تم اختيار رمز UPC في عام 1973 بواسطة NRMA كمعيار لها وأصبح المعيار العالمي الذي نعرفه جميعاً اليوم كرمز منتج موحد UPC.[10] حتى عام 1982، كانت الأنظمة التي تستخدم البطاقات المغناطيسية للتحكم في الوصول تسمى «أنظمة مسح البطاقات». الاستخدام المستمر لشريط المروج جعلها غير موثوق بها. في عام 1983، قامت شركة ميروكاش المحدودة، التي يديرها تاجر التجزئة السابق نورمان غيفر، باستبدال شريط ماغ برمز شريطي مطبوع من النوع 39 dot matrix لاستخدامه في التحكم بالوصول وكبطاقة عضوية، كما أنها صاغت الاسم Swipe Card. أثبت الرمز الشريطي أنه موثوق به للغاية وكان التنسيق القياسي لبطاقات السحب منذ ذلك الحين، للتطبيقات عالية الاستخدام.